# Helina solata
Helina solata är en tvåvingeart som beskrevs av Xue och Feng 2002. Helina solata ingår i släktet Helina och familjen husflugor.
Artens utbredningsområde är Sichuan (Kina). Inga underarter finns listade i Catalogue of Life.